# افتانی
افتانی ارونسیس (نام علمی: Spergula fallax) نام یک گونه از سرده افتانی است.